# Gloiocephala cornelii
Gloiocephala cornelii är en svampart som först beskrevs av Læssøe & Noordel., och fick sitt nu gällande namn av E. Horak 2005. Gloiocephala cornelii ingår i släktet Gloiocephala och familjen Physalacriaceae.  Arten är reproducerande i Sverige. Inga underarter finns listade i Catalogue of Life.